# Jean Élissalde
Pour les articles homonymes, voir Élissalde.
 (décembre 2020).
Jean Élissalde Salaberry ou Jean Elizalde et surtout connu sous le surnom de Zerbitzari ou parfois Azkaindarra et Bilharia, né le 29 août 1883 à Ascain et mort et le 5 mai 1961 à Gréciette, est un écrivain, prêtre, poète et académicien basque français de langue basque.

## Biographie

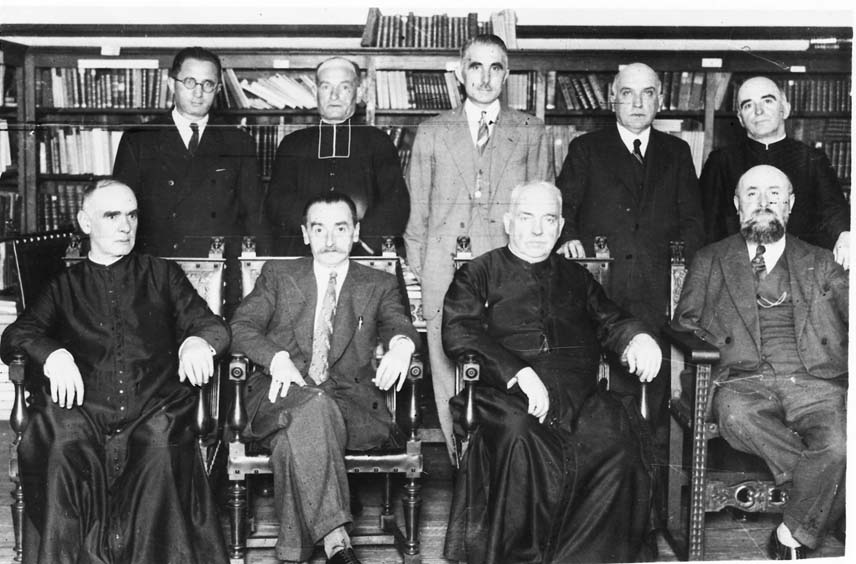
Réunion en 1927 à l'Euskaltzaindia. Haut : Orixe, Jean Elizalde, Seber Altube, Julio Urkixo et Erramun Olabide. Bas : Juan Bautista Eguzkitza, Bonifazio Etxegarai, Resurreccion Maria Azkue et Georges Lacombe.

Une fois au séminaire de Larressore, Jean Élissalde commence à rédiger des textes en basque sous la houlette de Jean Hiriart-Urruty. Il suit des études supérieures au grand séminaire de Bayonne. Après avoir été vicaire d'Ustaritz pendant plusieurs années, il devient prêtre de la paroisse de Laguinge puis celle de Mendionde et Gréciette. 
Jean Élissalde écrit de nombreux articles dans les hebdomadaires Eskualduna et Eskualdun Ona. Il s'occupe de la rubrique « Zer eta Zer » dans l'hebdomadaire Eskualduna et y décrit le monde de la pelote basque et des pelotaris.
Lors du déclenchement de la Grande Guerre, en 1914, Jean Élissalde est mobilisé. Fort de son expérience au magazine Eskualduna, il y publie dans la revue des chroniques de guerre sous le titre Berrogeita hamazazpigarrena Gerle (1936-1937). Patri Urkizu les publiera en basque en 1995. Il traduit également en basque de nombreux livres de catéchisme.
En 1921, Jean Élissalde devient rédacteur et secrétaire de l'Eskualzaleen Biltzarra et commence sa collaboration dans la revue Gure Herria, dans la rubrique « Hitz zuhurrak ». Il publie aussi contes, fables et articles dans ce journal. En 1930, il est nommé membre de l'Académie de la langue basque.
Il a traduit du castillan au basque Ichtorio Saindua, Katichima, Ama Maria Pasionekoa, San Frantses, Bahnar deitu Salbaiak et bien autres ouvrages. Auteur d'une collection de dictons et proverbes : Atsotiz, Zuhur-hitz et Erran-Zehar. La qualité de son travail sur les plantes et les oiseaux d'Euskal Herria est reconnue. Jean Élissalde est l'auteur de Kantari Berria et quelques courtes pièces de théâtre telles que Gaxuxa, Mikolas, Bi Gogorrak et Oltzaberrian. Avec d'autres basquisants comme Mgr Jean Saint-Pierre, Jules Moulier dit Oxobi et Louis Dassance, il décide de créer un nouveau journal. Ce sera le journal Herria qui verra le jour en octobre 1944, sous l’impulsion du père Piarres Lafitte, premier directeur du journal.
Jean Élissalde décède à l'âge de 77 ans à Mendionde dans le quartier de Gréciette.

### Proverbes
- Atsotitz, zuhur-hitz eta erran-zahar, 1936, La Presse, Bayonne.

### Chroniques
- LVII.a gerlan, 1995, Alberdania
- Metsikorat, XX. mendea.

### Narrations
- Artho-xuritzetan, 1921-1922
- Banhar deitu salbaiak, 1936
- Ixtorio eta ipuinak, XX. mendea.

### Théâtre
- Bi gogorrak, Gure Herria, 1932
- Gaxuxa
- Mikolas
- Oltzaberrian.

### Histoire
- Azkaine gure sorterria, (1928-1957),1985, Elkar.

### Poèmes
- Gure irrintzina, 1914
- Hemengo manera, 1916
- Hiriko manera, 1917
- Kantari berria, 1920, A. Foltzer, Bayonne.

### Bertsos
- Bizi dadin euskara, (Que vive la langue basque)
- Euskaldunak euskaldun, (Que les Basques soient Basques)
- Itzuli bat munduan nahiz eta egin, (Envie de faire un tour de par le monde)
- Kattalin eta Maria, (Kattalin et Maria)
- Oraiko pertsulariak (Les bertsularis d'aujourd'hui).